# Rémi Gaillard
Rémi Gaillard [gajjár] (* 7. února 1975 Montpellier, Francie) je francouzský komik. Pozornost mu věnovala řada médií, včetně několika televizí. Rád narušuje sportovní utkání, televizní přenosy nebo třeba jen lidem sebere limonádu z fast-foodu (video Rocky is back). Také narušil politický meeting nebo ukazuje lidem, jak zadarmo získat jídlo ve známém fast-foodu McDonalds.
Na svém kontě má 598 žalob, tudíž je rekordmanem v počtu obvinění.

## Vystoupení
- V roce 2002 na sebe vzal tričko fotbalového klubu Lorient bez čísla na zádech a s týmem slavil vítězství francouzského poháru na stadionu Stade de France. Potřásl si zde rukou s francouzským prezidentem Jacquesem Chiracem. O několik dní později se objevil v časopise L’Equipe.
- Objevil se po boku volejbalového národního týmu znovu s dresem bez čísla, tentokrát zpíval nahlas francouzskou hymnu. Potřásl si rukou s rozhodčími, následně byl vyveden. Zápas včetně této příhody byl 27. července 2002 vysílán na Eurosportu.
- Oblékl se do ragbyového dresu Montpellier Herault. Při tomto zápase si stihl potřást rukou s rozhodčím a „závodit“ s bezpečnostní stráží.
- Stál také na stupních vítězů cyklistického závodu Tour de France a prezentoval se na kulturistické soutěži Mister universe.
- Převlékl se za želvu a šel do obchodu a ukradl zde mnoho zeleniny tak, že ho viděl prodavač.